# Tomohiro Hasegawa
Tomohiro Hasegawa (長谷川智広?, Hasegawa Tomohiro; Kawasaki (Kanagawa), 31 luglio 1990) è un fumettista giapponese.

## Biografia
Nel 2012 ha partecipato alla Golden Future Cup organizzata da Weekly Shōnen Jump con uno one-shot di Koi no Cupid Yakenohara Jin. Ha lavorato come assistente per Naoshi Komi e Shinsuke Kondou.

## Opere
- Koi no Cupid Yakenohara Jin (2013-2014)
- Seishun Heiki Number 1 (2016-2018)
- Shimatsuya K (2015)
- Moriking (2020-2021)